# Vereb, Fejér
Vereb  este un sat în districtul Gárdony, județul Fejér, Ungaria, având o populație de 796 de locuitori (2011). 

## Demografie
Componența etnică a satului Vereb
     Maghiari (98,45%)
     Alții (1,55%)
Componența confesională a satului Vereb
     Reformați (22,24%)
     Fără religie (11,68%)
     Atei (1,01%)
     Necunoscută (64,45%)
     Luterani (0,63%)
     Alte religii (0,63%)
Conform recensământului din 2011, satul Vereb avea 796 de locuitori. Din punct de vedere etnic, majoritatea locuitorilor (98,45%) erau maghiari. Nu există o religie majoritară, locuitorii fiind reformați (22,24%), persoane fără religie (11,68%) și atei (1,01%). Pentru 64,45% din locuitori nu este cunoscută apartenența confesională.